# Audio, Video, Disco (chanson)
Audio, Video, Disco peut également renvoyer à l'album de Justice
Singles de Justice
Civilization
(2011) On'n'On
(2012)
Audio, Video, Disco est une chanson du groupe français Justice. Il s'agit de la chanson-titre et du second single issu de leur second album studio Audio, Video, Disco..
La chanson s'arrête au bout de 5 minutes sur la version CD, puis reprend après un blanc de 1 minute pour laisser place à une chanson cachée, lente, épique et concluant l'album. Elle est disponible dans l'EP Helix sous le nom de Presence.

## Liste des pistes
- Téléchargement digital EP[2]

1. Audio, Video, Disco. - 4:52
2. Helix - 4:31
3. Audio, Video, Disco. (Para One Remix) - 6:16
4. Audio, Video, Disco. (Mickey Moonlight Remix) - 4:50